# Нелей (сын Кодра)
Нелей (др.-греч. Νηλεύς, аттич. Нейлей, «безжалостный») — персонаж древнегреческой мифологии. 

## В мифологии
Сын Кодра. Проиграл спор со своим братом Медонтом из-за власти. Решил основать колонию в Милете.
Его вела Артемида. Пока плыл, причалил к Наксосу и оставил там тех, чьи руки запятнаны кровью. Согласно оракулу, Нелей основал город там, где Бранхиды предложили ему «землю и воду». Согласно Цецу, советовался с Дидимским оракулом перед поселением. Ионяне победили древних милетян, перебили мужское население, а на женах и дочерях женились.
Могила Нелея в Дидимах. Алтарь, воздвигнутый Нелеем, был в Посидии. Пророчество о его дочери и карийцах. Милет называют «нелеев град». Гекатей из Милета возводил свою родословную к богам в 16-м колене, Нелей же был потомком Посейдона в 9-м колене.